# Powiat de Ryki
Pour les articles homonymes, voir Ryki (homonymie).
Le powiat de Ryki (en polonais, powiat rycki) est un powiat appartenant à la voïvodie de Lublin, dans le sud-est de la Pologne. 
Il est né le 1er janvier 1999, à la suite des réformes polonaises de gouvernement local passées en 1998. 
Le siège administratif (chef-lieu) du powiat est la ville de Ryki, située à 62 kilomètres (km) au nord-ouest de la capitale régionale Lublin (capitale de la voïvodie). Il y a une autre ville dans le powiat qui est Dęblin, située à 9 kilomètres (km) au sud-ouest de Ryki.
Le district couvre une superficie de 615,54 kilomètres carrés. En 2006, sa population totale est de 59 129 habitants, avec une population pour la ville de Dęblin de 17 933 habitants, pour la ville de Ryki de 9 716 habitants et une population rurale de 31 480 habitants.

## Division administrative
Le powiat de Ryki comprend 6 gminy (communes) (1 urbaine, 1 urbaine-rurale et 4 rurales) :
- 1 commune urbaine : Dęblin ;
- 1 commune urbaine-rurale : Ryki ;
- 4 communes rurales : Kłoczew, Nowodwór, Stężyca et Ułęż.

Celles-ci sont inscrites dans le tableau suivant, dans l'ordre décroissant de la population.
| Gmina          | Type         | Supérficie (km²) | Population (2006) | Chef-lieu |
| Gmina Ryki     | urbain-rural | 161,8            | 20 504            | Ryki      |
| Dęblin         | urbain       | 38,3             | 17 933            |           |
| Gmina Kłoczew  | rural        | 143,2            | 7 336             | Kłoczew   |
| Gmina Stężyca  | rural        | 116,8            | 5 473             | Stężyca   |
| Gmina Nowodwór | rural        | 71,7             | 4 311             | Nowodwór  |
| Gmina Ułęż     | rural        | 83,6             | 3 572             | Ułęż      |

## Démographie
Données du 30 juin 2005 :
| Description | Total  | Total | Femmes | Femmes | Hommes | Hommes |
| ----------- | ------ | ----- | ------ | ------ | ------ | ------ |
| Unité       | Nombre | %     | Nombre | %      | Nombre | %      |
| Population  | 59 859 | 100   | 29 886 | 49,93  | 29 973 | 50,07  |
| Urbain      | 28 252 | 47,20 | 14 139 | 23,62  | 14 113 | 23,58  |
| Rural       | 31 607 | 52,80 | 15 747 | 26,31  | 15 860 | 26,50  |

## Histoire
De 1975 à 1998, les différentes gminy du powiat actuel appartenaient administrativement de l'ancienne voïvodie de Siedlce et de l'ancienne voïvodie de Lublin.

Depuis 1999, il fait partie de la nouvelle voïvodie de Lublin.